# ファッションクルーズニューポートひたちなか
ファッションクルーズニューポートひたちなか（FASHION CRUISE NEWPORT HITACHINAKA）は、茨城県ひたちなか市にある、ジョイフル本田ニューポートひたちなか店に隣接している大型商業施設の総称である。

## 概要
関東地方に展開している大型総合ホームセンター「ジョイフル本田ニューポートひたちなか店」の隣接地に2006年7月15日開店。敷地面積は約22万平方メートルで、日本有数規模のショッピングセンターであり、ジョイフル本田が初めて手掛ける「ファミリー向け滞在型」の複合ショッピングモールとして開業し、約100の専門店が出店した。
デベロッパーはジョイフル本田だが、施設運営管理は野村不動産コマース株式会社（オープン当初は前身の株式会社ジオ・アカマツ）が請け負っている。
館内には、ファッション、インテリア、レストランの他に、大型生活雑貨やスポーツ用品店、ジョイフル本田直営のペットショップなどがある。さらに敷地内には、ユニクロ、アカチャンホンポ、ココス、はま寿司、TOHOシネマズなどが立地している。
館内に食品スーパーやアミューズメントはないものの、どちらも隣接するジョイフル本田ニューポートひたちなか店内にあり、連絡通路での往来が可能となっている。
国営ひたち海浜公園に隣接しており、最寄りのインターチェンジも常陸那珂有料道路のひたち海浜公園ICとなる。

## 店舗
かつては、花田勝（現：花田虎上）プロデュースによるフードコート 「& kitchen」が存在したが、2012年に閉店し、チェーン店を入居させた一般的なフードコートとなっている。

### TOHOシネマズひたちなか
敷地内にあるTOHOシネマズが運営するシネマコンプレックス。ファッションクルーズの開業に1年先駆け、2005年に開業した。
10スクリーン、1,712席（車椅子21席）を有する。
- 2005年（平成17年）8月10日 - 東宝東日本興行による運営・経営で開館。
- 2006年度グッドデザイン賞受賞[3]。
- 2008年（平成20年）3月1日 - 運営・経営をTOHOシネマズに移管。

| No. | 座席数 | 車椅子 | サイズ(m) | サイズ(m) | 備考 |
| No. | 座席数 | 車椅子 | 縦        | 横        | 備考 |
| --- | ------ | ------ | --------- | --------- | ---- |
| 1   | 108    | 2      | 3.2       | 7.7       |      |
| 2   | 108    | 2      | 3.3       | 7.9       |      |
| 3   | 225    | 2      | 4.6       | 10.9      |      |
| 4   | 304    | 2      | 5.1       | 12.1      |      |
| 5   | 386    | 3      | 6.9       | 16.4      |      |
| 6   | 225    | 2      | 4.6       | 10.9      |      |
| 7   | 78     | 2      | 2.8       | 6.6       |      |
| 8   | 108    | 2      | 3.3       | 7.9       |      |
| 9   | 108    | 2      | 3.2       | 7.7       |      |
| 10  | 62     | 2      | 2.8       | 6.6       |      |

## 交通
自家用車の場合
- 東水戸道路ひたちなかICから約5km、またはひたち海浜公園ICから約1km。
- 無料駐車場：5,000台

公共交通機関
- 勝田駅東口2番乗り場よりバス（茨城交通）
  - 「中央研修所入口・海浜公園南口」行きで「ジョイフル本田西」もしくは「ジョイフル本田東」にて下車。勝田駅前より約20分。
  - 本館（ウエストゲート方面）やジョイフル本田に向かう場合は「ジョイフル本田西」、ユニクロやTOHOシネマズに向かう場合は「ジョイフル本田東」がそれぞれ最寄りのバス停となる。
- 勝田駅東口1番乗り場よりバス（スマイルあおぞらバス）
  - 「勝田南ルート」で、「ジョイフル本田・ファッションクルーズ」下車

## 近隣のSC
- イオンモール水戸内原
- イオンタウン水戸南
- 大洗シーサイドステーション

### ロケ地
- 交渉人 THE MOVIE タイムリミット高度10,000mの頭脳戦

羽田空港近くのショッピングモール「ファッショングルーズ」という名称で登場。
- ブラッディ・マンデイ

ロケ先で使われた。劇中では第1話にて豊洲フロンティアの設定だった。